# Stockacher Aach
Die selbst über 16 Kilometer, auf ihrem längsten Oberlaufstrang mit zuletzt ihrem rechten Oberlauf Zizenhauser Aach über 38 Kilometer lange Stockacher Aach ist der Hauptzufluss der Überlinger See genannten langen Nordwestbucht des Bodensees und damit ein rechter Zufluss des Rheins.

## Name
Das Gewässer wurde nach der Stadt Stockach benannt und die Bezeichnung Aach bedeutet „Fließgewässer“. Der ursprüngliche Name war Similesaha (902 „ubi Similesaha in lacum defluit“ und 1155 „in fluvium Simelse“), dessen Bestimmungswort sich von einem althochdeutschen Personennamen *Sīmil ableitet.

## Geographie

### Oberläufe
Die Stockacher Aach entsteht im Ortsbereich von Stockach aus dem Zusammenfluss der von Ostnordosten zufließenden Zizenhauser Aach und der aus dem Ostsüdosten kommenden Mahlspürer Aach. Beide Oberläufe sind mit ihren teils anders benannten höheren Abschnitten länger als der weitere Lauf der Stockacher Aach und tragen jeweils mehr als ein Viertel zu deren gesamtem Einzugsgebiet bei.

#### Zizenhauser Aach
Der rechte Oberlauf Zizenhauser Aach, amtlich der Hauptstrang-Oberlauf, entsteht ostnordöstlich des Mühlinger Ortsteils Schwackenreute in einer Höhe von 620,1 m ü. NHN an einem Stauwehr zur Flussteilung, das ihr heute größtenteils das Wasser der Mindersdorfer Aach zuführt, die vor dessen Errichtung Oberlauf der von der Unterseite des Wehrs nordostwärts zur Donau fließenden Ablach war. Der Oberlauf Lindenbach der deshalb der Zizenhauser Aach zugerechneten, etwa nordwestwärts laufenden Mindersdorfer Aach entspringt nordöstlich von Hohenfels in einer Höhe von rund 670 m ü. NHN. Die Zizenhauser Aach fließt zunächst südwestwärts an Schwackenreute und Mühlweiler vorbei bis etwa Hoppetenzell, danach südwärts durch Zizenhausen und Hindelwangen bis nach Stockach.
Die Zizenhauser Aach ist auf ihrem Gesamtstrang 21,8 km lang und hat ein 61,2 km² großes Einzugsgebiet.

#### Mahlspürer Aach
Dort fließt, zuletzt aus dem Osten kommend, die Mahlspürer Aach mit der Zizenhauser Aach zur Stockacher Aach zusammen. Dieser Oberlauf entsteht unter anderem Namen auf ca. 637 m ü. NHN nordöstlich von Owingen und fließt bald nordwestwärts durchs Gemeindegebiet von Owingen und dann Stockach, wo sie im namengebenden Ortsteil Mahlspüren auf westlichen Lauf wechselt.
Die Mahlspürer Aach ist auf ihrem Gesamtstrang 17,8 km lang und hat ein 73,1 km² großes Einzugsgebiet.

### Weiterer Verlauf
Die am Zusammenfluss entstandene Stockacher Aach fließt zunächst westwärts bis zum Dorf Nenzingen der Gemeinde Orsingen-Nenzingen, wo sie sich nach Süden wendet. Kurz bevor sie sich beim Stockacher Dorf Wahlwies weiter nach Osten wendet, nimmt sie von rechts den Krebsbach auf, ihren größten Zufluss nach ihren Oberläufen. Nach dem Dorf durchläuft sie eine flache und breite, mit ihren Auenlehm- und den Beckensedimenten des Überlinger Sees erfüllte Ebene mit auch moorigen Bereichen. Sie passiert Espasingen links am Ufer und mündet dann an der Spitze einer von ihr in den See vorgeschobenen Sedimentnase zwischen Bodman im Südosten und Ludwigshafen im Nordosten in den Überlinger See; vor der Mündung liegt eine Insel mit Silberweiden.

## Mindersdorfer Aach, Wasserscheide und Bifurkation
Der heutige Oberlauf, die Mindersdorfer Aach, ist der ursprüngliche, natürliche Oberlauf der nach Norden zur Donau fließenden Ablach. Da die Stockacher Aach ein für die Wasserkraftnutzung günstiges Gefälle aufweist und die dortigen Sägewerke mehr Wasser benötigten, griff um das Jahr 1699 erstmals der Mensch in den natürlichen Bachverlauf ein. Im Bereich der Europäischen Wasserscheide zwischen den Einzugsgebieten von Rhein und Donau wurde das Wasser der Mindersdorfer Aach im Gebiet der heutigen Schwackenreuter Seenplatte durch den Mindersdorfer Aach/Ablach-Durchstich über eine recht flache Talwasserscheide größtenteils in die Zizenhauser Aach umgeleitet. Erkennbar ist der Eingriff noch heute daran, dass die oberste Zizenhauser Aach am Talrand und auch über der Talmitte verläuft. Man grub der Ablach im Zuge einer künstlichen Bifurkation buchstäblich das Wasser ab.
Das Wasser der kleinen Mindersdorfer Aach speist deshalb an der Bifurkation durch ein Wehr heute allermeist fast vollständig den Oberlauf Zizenhauser Aach der Stockacher Aach, es fließt danach über den Rhein in die Nordsee. Nördlich fließt das Wasser als Ablach in die Donau und nimmt über diese Kurs auf das Schwarze Meer. Ein merklicher Teil des Wassers der Mindersdorfer Aach gelangt nur bei Hochwasser in die Ablach.
Mit der Entstehung der Schwackenreuter Baggerseen erhielt die Ablach ein neues, künstliches Bachbett. In die nunmehrige Aach wurde ein Streichwehr von rund fünf Meter Länge gebaut, das bei entsprechend hohem Wasserstand überlaufen und Wasser in die Ablach abgeben sollte. Das Streichwehr ist bis auf ein Rinnsal überwuchert (Stand 2007), wodurch noch weniger Wasser der Ablach zugeführt wird. Das heißt, dass die Ablach nur noch bei Hochwasser beaufschlagt wird und in Niedrigwasserzeiten im Oberlauf weitgehend austrocknet.

## Fauna
Das Mündungsdelta der Stockacher Aach in den Bodensee ist für seinen Vogelreichtum bekannt. Die Lebensräume für die Vögel lassen sich in drei Zonen einteilen:
- ausgedehnte Flachwasserzone (28 Hektar)
- Unterlauf und Mündung der Stockacher Aach mit Auwaldresten
- mit Gehölzen und kleinen Schilfflächen durchsetzte Kulturlandschaft

Ufer- und Flachwasserzonen unterliegen den natürlichen Pegelschwankungen des Bodensees: Von Oktober/November bis April/Mai herrscht Niedrigwasser. Hohe Wasserstände, bei denen die Schlickflächen geflutet sind, ergeben sich durch die Schneeschmelze in den Alpen und ergiebige Niederschläge im Sommer.
Insgesamt konnten über 200 Vogelarten im Mündungsgebiet nachgewiesen werden. Davon sind 52 Arten Brutvögel. Neben bis zu 100 Haubentaucherpaaren brüten hier Zwergtaucher, Kolbenenten, Wasserrallen, der Eisvogel, Drosselrohrsänger und der Pirol. Wenn der Bodenseepegel unter 350 cm sinkt, sind zur Zugzeit rastende Limikolen zu sehen. Bisher konnten 29 Limikolenarten nachgewiesen werden. Darunter waren in der Vergangenheit auch sehr seltene Gäste wie Säbelschnäbler, Steinwälzer und Odinshühnchen. Im September und Oktober nutzen bis zu 750 Kormorane die ufernahen Bäume als Schlafplatz, bevor sie im November an die Radolfzeller Aachmündung wechseln. Den Winter über lassen sich Schwarzhalstaucher, Schnatter- und Schellenten beobachten. Mit ein wenig Glück bekommt man dann auch Ohrentaucher oder Samtenten zu Gesicht, die hier seit einigen Jahren regelmäßig überwintern. Gelegentlich werden im Winter weitere Meerentenarten angetroffen. Immer wieder wurden auch Raritäten wie Eistaucher, Rallenreiher, Seeadler oder Sumpfohreule entdeckt.

## Besiedlungsgeschichte
Bereits im Neolithikum und in der Bronzezeit waren der Unterlauf und das Mündungsgebiet der Stockacher Aach Siedlungsgebiet. So fand man bei archäologischen Ausgrabungen Pfahlbau- und Feuchtbodensiedlung. Jüngste Funde am Überlinger See hat man der Unterwasserarchäologie zu verdanken.
Auch in der frühen Eisenzeit (Hallstattzeit) um 700 v. Chr. waren der Unter- und Oberlauf der Stockacher Aach besiedelt. Es gibt zahlreiche Hügelgräber. Auch von den Kelten (4. Jahrhundert v. Chr.) finden sich Spuren.
Zur Entstehung der Heidenhöhlen bei Zizenhausen auf einer rechtsseitigen Anhöhe des Aachtobels unterhalb Zizenhausen bei Stockach gibt es verschiedene Theorien. Die acht in die Molasseschicht aus Mergel und Sandstein gegrabenen Höhlen könnten schon vor zweitausend Jahren um die Zeitenwende Wohnraum oder Kultstätte gewesen sein. Im Jahre 1816 fand der Bietinger Pfarrer Joseph Anton Eitenbenz, der auch erstmals die römische Villa rustica bei Meßkirch ergraben und beschrieben hat, römische Münzen. Der genaue Fundort und die Münzart sind unbekannt. Dass die Römer in der Region präsent waren, beweisen unter anderem auch die bei Orsingen und Homberg gefundenen römische Baureste. Forscher vermuten, dass entlang der Stockacher Aach und dem Oberlauf der Ablach eine Römerstraße von der Römerbrücke bei Eschenz (Schweiz) zur Donaufurt bei Laiz (Deutschland) führte.
Gräberfunde aus der Alamannenzeit (400 bis 800 n. Chr.) und Ortsnamen beweisen eine Besiedlung durch die Alamannen nach der römischen Kolonialzeit.
Zahlreiche Burgen auf Anhöhen links und rechtsseitig der Stockacher Aach geben Zeugnis über die rege Besiedlung und wirtschaftliche Nutzung der Aach und des Aachtals. Lange Zeit konnten sich die Grafen von Nellenburg mit Stammsitz auf der Nellenburg bei Stockach gegen ihre Feinde behaupten und ihren Herrschaftssitz weiter ausbauen.

## Verkehr
Entlang der Stockacher Aach verlaufen die Gleise der Hegau-Ablachtal-Bahn von Radolfzell nach Stockach und weiter über die Europäische Hauptwasserscheide nach Meßkirch, Krauchenwies und Mengen sowie die von Stockach nach Meßkirch führende Bundesstraße 313.